# فينتان باتريك والش
فينتان باتريك والش (بالإنجليزية: Fintan Patrick Walsh)‏ هو نقابي وفلاح نيوزيلندي، ولد في 1894، وتوفي في 1963.